# 中路靖二郎
中路　靖二郎（なかじ　せいじろ）は、日本の漫画編集者。集英社の『少年ジャンプ+』の第3代目編集長。

## 経歴
2004年、集英社に入社、週刊少年ジャンプ編集部に配属され、その後約13年間在籍する。2017年、少年ジャンプ+に異動し、副編集長を務め、2024年より編集長を務める。

## 担当作品
- 『ぬらりひょんの孫』- 立ち上げ[1]
- 『食戟のソーマ』- 立ち上げ[1]
- 『ゆらぎ荘の幽奈さん』- 立ち上げ[3]
- 『忘却バッテリー』- 立ち上げ[1]
- 『姫様“拷問”の時間です』- 立ち上げ[1]
- 『怪獣8号』- 立ち上げ[1]